# Coganoa serrata
Coganoa serrata är en insektsart som beskrevs av Irena Dworakowska 1976. Coganoa serrata ingår i släktet Coganoa och familjen dvärgstritar. Inga underarter finns listade i Catalogue of Life.